# Rasmus Lauge
Rasmus Lauge Schmidt (Randers, Dinamarca el 20 de junio de 1991) es un jugador de balonmano danés. Juega en la posición de central en el Bjerringbro-Silkeborg.
Debutó con la selección absoluta de Dinamarca el 15 de abril de 2010, siendo seleccionado por Ulrik Wilbek para el Campeonato Mundial de Balonmano Masculino de 2011, el cual fue su primera competición internacional.

## Equipos
- Bjerringbro-Silkeborg (2009-13)
- THW Kiel (2013-2015)
- SG Flensburg-Handewitt (2015-2019)
- MKB Veszprém (2019-2023)
- Bjerringbro-Silkeborg (2023- )

## Palmarés

### Selección nacional
| Juegos Olímpicos   | Juegos Olímpicos             | Juegos Olímpicos  | Juegos Olímpicos |
| Año                | Lugar                        | Medalla           |                  |
| ------------------ | ---------------------------- | ----------------- | ---------------- |
| 2024               | París                        | Medalla de oro    |                  |
| Campeonato Mundial |                              |                   |                  |
| Año                | Lugar                        | Medalla           |                  |
| 2011               | Suecia                       | Medalla de plata  |                  |
| 2013               | España                       | Medalla de plata  |                  |
| 2019               | Alemania y Dinamarca         | Medalla de oro    |                  |
| 2023               | Polonia y Suecia             | Medalla de oro    |                  |
| 2025               | Croacia, Dinamarca y Noruega | Medalla de oro    |                  |
| Campeonato Europeo |                              |                   |                  |
| Año                | Lugar                        | Medalla           |                  |
| 2012               | Serbia                       | Medalla de oro    |                  |
| 2022               | Hungría y Eslovaquia         | Medalla de bronce |                  |
| 2024               | Alemania                     | Medalla de plata  |                  |

### THW Kiel
- Bundesliga 2014

### Flensburg
- Liga de Alemania de balonmano (2): 2018, 2019

### Veszprém
- Liga SEHA (3): 2020, 2021, 2022
- Liga húngara de balonmano (1): 2023
- Copa de Hungría de balonmano (3): 2021, 2022, 2023